# Superliga Brasileira de Voleibol Feminino de 2007–08
A Superliga Brasileira de Voleibol Feminino de 2007–08 foi um torneio realizado a partir de 7 de Dezembro de 2007 até 19 de Abril de 2008 por dez equipes representando cinco estados.

## Participantes
Banespa, São Paulo/SP

 Brusque, Brusque/SC

 Mackenzie, Belo Horizonte/MG

 Minas, Belo Horizonte/MG

 Osasco, Osasco/SP

 Pinheiros, São Paulo/SP

 Rio de Janeiro, Rio de Janeiro/RJ

 São Caetano, São Caetano do Sul/SP

 Sport, Recife/PE

 Vôlei Futuro, Araçatuba/SP

## Regulamento

### Fórmula de Disputa
A Superliga Feminina de Vôlei foi disputada por 10 equipes em duas fases:
- Fase Classificatória: As 10 equipes foram divididos em 2 grupos ( Grupo A / Grupo B), onde disputaram 4 torneios. A classificação geral desta fase deve-se ao somatório total de pontos, independente dos grupos, dos 4 torneios, incluindo a das partidas finais. O pior colocado dessa fase não poderá disputar a próxima Superliga.
  - 1º Torneio: Os clubes jogaram apenas dentro dos seus grupos os jogos de ida, todos contra todos. Quem somou mais pontos em cada chave disputou a Final do 1º Torneio, em apenas um jogo. A partida foi realizada no ginásio da equipe com o melhor índice técnico e serviu apenas para um maior somatório de pontos para a classificação geral.
  - 2º Torneio: Os clubes jogaram com os participantes do outro grupo os jogos de ida, todos contra todos. Quem somou mais pontos em cada chave disputou a Final do 2º Torneio, em apenas um jogo. A partida foi realizada no ginásio da equipe com o melhor índice técnico e serviu apenas para um maior somatório de pontos para a classificação geral.
  - 3º Torneio: Idêntico ao 2º, mas com os jogos de volta.
  - 4º Torneio: Idêntico ao 1º, mas com os jogos de volta.
- Playoffs: As oito equipes jogaram num sistema mata-mata, a vencedora desses foi declarada Campeã da Superliga Feminina de Vôlei 2007-08. Foi dividida em 3 partes:
  - Quartas de Final: Houve um cruzamento entre as 8 equipes com os melhores índices técnicos, seguindo a lógica: 1ª x 8ª (A); 2ª x 7ª(B); 3ª x 6ª(C) e 4ª x 5ª(D). Estas, jogaram partidas em melhor de 3 (jogos), sendo um mando de campo para cada e o jogo de desempate, se houver, no ginásio da equipe com o melhor índice técnico da Fase Classificatória.
  - Semifinais: Foi disputada pelas equipes que passaram das quartas de final, seguindo a lógica: Vencedora do jogo A x Vencedora do jogo D; Vencedora do jogo B x Vencedora do jogo C.  Estas, jogaram partidas em melhor de 3 (jogos), sendo um mando de campo para cada e o jogo de desempate, se houver, no ginásio da equipe com o melhor índice técnico da Fase Classificatória.
  - Final: Foi disputada entre as duas equipes vencedoras das Semifinais, em apenas uma partida, no ginásio da equipe com o melhor índice técnico da Fase Classificatória. A vencedora foi a campeã da competição.

### Critérios de Desempate
1º: Sets Average

2º: Pontos Average

3º: Confronto Direto (Se o empate foi entre duas equipes)

4º: Sorteio

### Pontuação
Vitória: 2 pontos

Derrota: 1 ponto

Não Comparecimento: 0 pontos

## Fase Classificatória

### 1º Torneio
| Primeira rodada       |                |       |       |                |                                    |
| HORA                  | JOGO           | JOGO  | JOGO  | JOGO           | PARCIAIS                           |
| 07/12 (Sexta-feira)   |                |       |       |                |                                    |
| 19h30                 | Sport          | 0 x 3 | 0 x 3 | Pinheiros      | 23-25, 25-27, 15-25                |
| 08/12 (Sábado)        |                |       |       |                |                                    |
| 12h                   | Rexona         | 3 x 0 | 3 x 0 | Vôlei Futuro   | 25-19, 25-20, 25-22                |
| 17h                   | Banespa        | 0 x 3 | 0 x 3 | Brasil Telecom | 25-19, 25-20, 25-18                |
| Segunda rodada        |                |       |       |                |                                    |
| HORA                  | JOGO           | JOGO  | JOGO  | JOGO           | PARCIAIS                           |
| 10/12 (Segunda-feira) |                |       |       |                |                                    |
| 19h30                 | Sport          | 0 x 3 | 0 x 3 | Osasco         | 19-25, 11-25, 7-25                 |
| 19h30                 | Minas          | 3 x 1 | 3 x 1 | Mackenzie      | 25-18, 25-13, 23-25 e 25-21        |
| 11/12 (Terça-feira)   |                |       |       |                |                                    |
| 19h30                 | São Caetano    | 3 x 2 | 3 x 2 | Vôlei Futuro   | 25-21, 23-25, 25-16, 22-25, 15-7   |
| Terceira rodada       |                |       |       |                |                                    |
| HORA                  | JOGO           | JOGO  | JOGO  | JOGO           | PARCIAIS                           |
| 12/12 (Quarta-feira)  |                |       |       |                |                                    |
| 19h                   | Rexona         | 3 x 1 | 3 x 1 | Banespa        | 25-15, 24-26, 26-24, 25-16         |
| 13/12 (Quinta-feira)  |                |       |       |                |                                    |
| 19h30                 | Mackenzie      | 3 x 2 | 3 x 2 | Sport          | 22-25, 16-25, 25-15, 25-19 e 15-11 |
| Quarta rodada         |                |       |       |                |                                    |
| HORA                  | JOGO           | JOGO  | JOGO  | JOGO           | PARCIAIS                           |
| 15/12 (Sábado)        |                |       |       |                |                                    |
| 11h                   | Pinheiros      | 1 x 3 | 1 x 3 | Osasco         | 25-15, 21-25, 19-25, 26-28         |
| 18h                   | Minas          | 3 x 0 | 3 x 0 | Sport          | 25-23, 25-17, 27-25                |
| 18h                   | Vôlei Futuro   | 0 x 3 | 0 x 3 | Brasil Telecom | 18-25, 20-25, 21-25                |
| 16/12 (Domingo)       |                |       |       |                |                                    |
| 11h30                 | São Caetano    | 1 x 3 | 1 x 3 | Rexona         | 15-25, 25-23, 20-25, 20-25         |
| Quinta rodada         |                |       |       |                |                                    |
| HORA                  | JOGO           | JOGO  | JOGO  | JOGO           | PARCIAIS                           |
| 18/12 (Terça-feira)   |                |       |       |                |                                    |
| 20h30                 | Vôlei Futuro   | 3 x 0 | 3 x 0 | Banespa        | 25-21, 25-23, 25-17                |
| 19/12 (Quarta-feira)  |                |       |       |                |                                    |
| 19h30                 | Brasil Telecom | 3 x 0 | 3 x 0 | São Caetano    | 25-18, 25-16, 25-23                |
| 20h30                 | Osasco         | 3 x 0 | 3 x 0 | Mackenzie      | 25-13, 25-20, 25-11                |
| 20/12 (Quinta-feira)  |                |       |       |                |                                    |
| 19h30                 | Pinheiros      | 1 x 3 | 1 x 3 | Minas          | 20-25, 23-25, 25-22, 23-25         |
| Sexta rodada          |                |       |       |                |                                    |
| HORA                  | JOGO           | JOGO  | JOGO  | JOGO           | PARCIAIS                           |
| 21/12 (Sexta-feira)   |                |       |       |                |                                    |
| 20h30                 | Rexona         | 2 x 3 | 2 x 3 | Brasil Telecom | 22-25, 23-25, 25-15, 25-22, 11-15  |
| 22/12 (Sábado)        |                |       |       |                |                                    |
| 11h                   | Pinheiros      | 3 x 0 | 3 x 0 | Mackenzie      | 25-14, 25-17, 25-16                |
| 11h30                 | Osasco         | 3 x 2 | 3 x 2 | Minas          | 25-7, 25-19, 18-25, 19-25, 15-10   |
| 17h                   | Banespa        | 2 x 3 | 2 x 3 | São Caetano    | 22-25, 15-25, 25-20, 25-18, 8-15   |

Grupo A
| Pos | Equipe         | Pts | J | V | D | SP | SC | SA    | PP  | PC  | PA    |
| --- | -------------- | --- | - | - | - | -- | -- | ----- | --- | --- | ----- |
| 1   | Brasil Telecom | 8   | 4 | 4 | 0 | 12 | 2  | 6,000 | 327 | 279 | 1,172 |
| 2   | Rio de Janeiro | 7   | 4 | 3 | 1 | 11 | 5  | 2,200 | 379 | 324 | 1,170 |
| 3   | São Caetano    | 6   | 4 | 2 | 2 | 7  | 10 | 0,700 | 350 | 362 | 0,967 |
| 4   | Vôlei Futuro   | 5   | 4 | 1 | 3 | 5  | 9  | 0,556 | 289 | 321 | 0,900 |
| 5   | Banespa        | 4   | 4 | 0 | 4 | 3  | 12 | 0,250 | 294 | 353 | 0,833 |

PTS - pontos, J - jogos, V - vitórias, D - derrotas, SP - sets pró, SC - sets contra, SA - sets average, PP - pontos pró, PC - pontos contra, PA - pontos average
Grupo B
| Pos | Equipe    | Pts | J | V | D | SP | SC | SA    | PP  | PC  | PA    |
| --- | --------- | --- | - | - | - | -- | -- | ----- | --- | --- | ----- |
| 1   | Osasco    | 8   | 4 | 4 | 0 | 12 | 3  | 4,000 | 345 | 258 | 1,337 |
| 2   | Minas     | 7   | 4 | 3 | 1 | 11 | 5  | 2,200 | 358 | 335 | 1,069 |
| 3   | Pinheiros | 6   | 4 | 2 | 2 | 8  | 6  | 1,333 | 334 | 300 | 1,113 |
| 4   | Mackenzie | 5   | 4 | 1 | 3 | 4  | 11 | 0,364 | 271 | 343 | 0,790 |
| 5   | Sport     | 4   | 4 | 0 | 4 | 2  | 12 | 0,167 | 260 | 332 | 0,783 |

PTS - pontos, J - jogos, V - vitórias, D - derrotas, SP - sets pró, SC - sets contra, SA - sets average, PP - pontos pró, PC - pontos contra, PA - pontos average
Final
| Data     | Ginásio        | Cidade  | Jogo    | Jogo | Jogo   | Parciais | Parciais | Parciais | Parciais | Parciais |
| Data     | Ginásio        | Cidade  | Jogo    | Jogo | Jogo   | 1        | 2        | 3        | 4        | 5        |
| -------- | -------------- | ------- | ------- | ---- | ------ | -------- | -------- | -------- | -------- | -------- |
| 30/12/07 | Arena Multiuso | Brusque | Brusque | 2-3  | Osasco | 21-25    | 23-25    | 25-21    | 25-19    | 10-15    |

### 2º Torneio
| 10/01 (Quinta-feira)  | 10/01 (Quinta-feira) | 10/01 (Quinta-feira) | 10/01 (Quinta-feira) | 10/01 (Quinta-feira) | 10/01 (Quinta-feira)              |
| --------------------- | -------------------- | -------------------- | -------------------- | -------------------- | --------------------------------- |
| 19h30                 | São Caetano          | 3 x 1                | 3 x 1                | Minas                | 25-16, 12-25, 25-20, 25-20        |
| 19h30                 | Brasil Telecom       | 1 x 3                | 1 x 3                | Osasco               | 25-18, 21-25, 21-25, 4-25         |
| 20h                   | Banespa              | 3 x 0                | 3 x 0                | Sport                | 31-29, 25-15, 25-14               |
| 20h30                 | Vôlei Futuro         | 2 x 3                | 2 x 3                | Mackenzie            | 23-25, 25-19, 25-21, 26-28, 14-16 |
| Segunda rodada        |                      |                      |                      |                      |                                   |
| HORA                  | JOGO                 | JOGO                 | JOGO                 | JOGO                 | PARCIAIS                          |
| 11/01 (Sexta-feira)   |                      |                      |                      |                      |                                   |
| 20h30                 | Rexona               | 3 x 0                | 3 x 0                | Sport                | 25-8, 25-16, 25-10                |
| 12/01 (Sábado)        |                      |                      |                      |                      |                                   |
| 16h                   | São Caetano          | 3 x 0                | 3 x 0                | Mackenzie            | 25-14, 25-21, 25-23               |
| 18h                   | Vôlei Futuro         | 3 x 0                | 3 x 0                | Minas                | 25-22, 25-22, 25-21               |
| HORA                  | JOGO                 | JOGO                 | JOGO                 | JOGO                 | PARCIAIS                          |
| 14/01 (Segunda-feira) |                      |                      |                      |                      |                                   |
| 20h30                 | Brasil Telecom       | 3 x 0                | 3 x 0                | Pinheiros            | 25-22, 25-23, 25-23               |
| Terceira rodada       |                      |                      |                      |                      |                                   |
| HORA                  | JOGO                 | JOGO                 | JOGO                 | JOGO                 | PARCIAIS                          |
| 17/01 (Quinta-feira)  |                      |                      |                      |                      |                                   |
| 19h30                 | Pinheiros            | 3 x 0                | 3 x 0                | Vôlei Futuro         | 25-21, 25-21, 25-21               |
| 19h30                 | Mackenzie            | 0 x 3                | 0 x 3                | Banespa              | 17-25, 17-25, 17-25               |
| 20h                   | Minas                | 0 x 3                | 0 x 3                | Rexona               | 22-25, 19-25, 23-25               |
| 20h                   | Osasco               | 3 x 0                | 3 x 0                | São Caetano          | 25-15, 25-7, 25-11                |
| Quarta rodada         |                      |                      |                      |                      |                                   |
| HORA                  | JOGO                 | JOGO                 | JOGO                 | JOGO                 | PARCIAIS                          |
| 19/01 (Sábado)        |                      |                      |                      |                      |                                   |
| 11h                   | Pinheiros            | 1 x 3                | 1 x 3                | São Caetano          | 17-25, 25-27, 25-21, 26-28        |
| 16h                   | Sport                | 3 x 2                | 3 x 2                | Brasil Telecom       | 19-25, 15-25, 25-19, 25-21, 18-16 |
| 17h                   | Osasco               | 3 x 0                | 3 x 0                | Vôlei Futuro         | 25-19, 25-16, 25-20               |
| 18h                   | Minas                | 3 x 0                | 3 x 0                | Banespa              | 25-21, 25-22, 25-22               |
| 20/01 (Sábado)        |                      |                      |                      |                      |                                   |
| 11h                   | Mackenzie            | 0 x 3                | 0 x 3                | Rexona               | 15-25, 17-25, 15-25               |
| Quinta rodada         |                      |                      |                      |                      |                                   |
| HORA                  | JOGO                 | JOGO                 | JOGO                 | JOGO                 | PARCIAIS                          |
| 23/01 (Quarta-feira)  |                      |                      |                      |                      |                                   |
| 20h                   | Rexona               | 3 x 2                | 3 x 2                | Pinheiros            | 23-25, 16-25, 25-19, 25-22, 15-6  |
| 24/01 (Quinta-feira)  |                      |                      |                      |                      |                                   |
| 18h                   | Banespa              | 1 x 3                | 1 x 3                | Osasco               | 25-19, 15-25, 25-27, 13-25        |
| 20h30                 | Vôlei Futuro         | 3 x 0                | 3 x 0                | Sport                | 25-14, 25-18, 25-17               |
| 25/01 (Sexta-feira)   |                      |                      |                      |                      |                                   |
| 20h30                 | Brasil Telecom       | 3 x 0                | 3 x 0                | Minas                | 25-21, 25-20, 26-24               |
| Sexta rodada          |                      |                      |                      |                      |                                   |
| HORA                  | JOGO                 | JOGO                 | JOGO                 | JOGO                 | PARCIAIS                          |
| 26/01 (Sábado)        |                      |                      |                      |                      |                                   |
| 15h                   | Rexona               | 3 x 1                | 3 x 1                | Osasco               | 25-18, 22-25, 27-25, 25-23        |
| 16h                   | Pinheiros            | 3 x 2                | 3 x 2                | Banespa              | 19-25, 25-18, 25-17, 25-27, 19-17 |
| 17h                   | São Caetano          | 3 x 1                | 3 x 1                | Sport                | 22-25, 25-16, 25-22 e 25-19       |
| 27/01 (Domingo)       |                      |                      |                      |                      |                                   |
| 19h30                 | Brasil Telecom       | 3 x 0                | 3 x 0                | Mackenzie            | 25-18, 25-16 e 25-14              |

Grupo A
| Pos | Equipe         | Pts | J | V | D | SP | SC | SA    | PP  | PC  | PA    |
| --- | -------------- | --- | - | - | - | -- | -- | ----- | --- | --- | ----- |
| 1   | Rio de Janeiro | 10  | 5 | 5 | 0 | 15 | 3  | 5,000 | 428 | 333 | 1,285 |
| 2   | São Caetano    | 9   | 5 | 4 | 1 | 12 | 6  | 2,000 | 393 | 389 | 1,010 |
| 3   | Brasil Telecom | 8   | 5 | 3 | 2 | 12 | 6  | 2,000 | 403 | 376 | 1,072 |
| 4   | Banespa        | 7   | 5 | 2 | 3 | 9  | 9  | 1,000 | 403 | 393 | 1,025 |
| 5   | Vôlei Futuro   | 7   | 5 | 2 | 3 | 8  | 9  | 0,889 | 381 | 373 | 1,021 |

PTS - pontos, J - jogos, V - vitórias, D - derrotas, SP - sets pró, SC - sets contra, SA - sets average, PP - pontos pró, PC - pontos contra, PA - pontos average
Grupo B
| Pos | Equipe    | Pts | J | V | D | SP | SC | SA    | PP  | PC  | PA    |
| --- | --------- | --- | - | - | - | -- | -- | ----- | --- | --- | ----- |
| 1   | Osasco    | 9   | 5 | 4 | 1 | 13 | 5  | 2,600 | 430 | 336 | 1,280 |
| 2   | Pinheiros | 7   | 5 | 2 | 3 | 9  | 11 | 0,818 | 446 | 447 | 0,998 |
| 3   | Minas     | 6   | 5 | 1 | 4 | 4  | 12 | 0,333 | 350 | 378 | 0,926 |
| 4   | Sport     | 6   | 5 | 1 | 4 | 4  | 14 | 0,286 | 325 | 434 | 0,749 |
| 5   | Mackenzie | 6   | 5 | 1 | 4 | 3  | 14 | 0,214 | 313 | 413 | 0,758 |

PTS - pontos, J - jogos, V - vitórias, D - derrotas, SP - sets pró, SC - sets contra, SA - sets average, PP - pontos pró, PC - pontos contra, PA - pontos average
Final
| Data     | Ginásio     | Cidade         | Jogo           | Jogo | Jogo   | Parciais | Parciais | Parciais | Parciais | Parciais |
| Data     | Ginásio     | Cidade         | Jogo           | Jogo | Jogo   | 1        | 2        | 3        | 4        | 5        |
| -------- | ----------- | -------------- | -------------- | ---- | ------ | -------- | -------- | -------- | -------- | -------- |
| 29/01/08 | Tijuca T.C. | Rio de Janeiro | Rio de Janeiro | 3-1  | Osasco | 25-27    | 25-21    | 25-19    | 25-17    | -        |

### 3º Torneio
| Primeira rodada       |                |       |       |                |                                   |
| HORA                  | JOGO           | JOGO  | JOGO  | JOGO           | PARCIAIS                          |
| 07/02 (Quinta-feira)  |                |       |       |                |                                   |
| 16h                   | Sport          | 1 x 3 | 1 x 3 | Banespa        | 23-25, 25-21, 21-25, 15-25        |
| 19h30                 | Minas          | 0 x 3 | 0 x 3 | São Caetano    | 23-25, 18-25, 17-25               |
| 19h30                 | Mackenzie      | 2 x 3 | 2 x 3 | Vôlei Futuro   | 22-25, 20-25, 29-27, 25-17, 12-15 |
| 08/02 (Sexta-feira)   |                |       |       |                |                                   |
| 20h30                 | Osasco         | 3 x 1 | 3 x 1 | Brasil Telecom | 23-25, 25-17, 25-20, 25-14        |
| Segunda rodada        |                |       |       |                |                                   |
| HORA                  | JOGO           | JOGO  | JOGO  | JOGO           | PARCIAIS                          |
| 09/02 (Sábado)        |                |       |       |                |                                   |
| 16h                   | Sport          | 0 x 3 | 0 x 3 | Rexona         | 10-25, 16-25, 20-25               |
| 16h                   | Mackenzie      | 1 x 3 | 1 x 3 | São Caetano    | 25-20, 25-27, 23-25, 15-25        |
| 18h                   | Minas          | 3 x 0 | 3 x 0 | Vôlei Futuro   | 25-19, 25-23, 26-24               |
| 10/02 (Domingo)       |                |       |       |                |                                   |
| 13h                   | Pinheiros      | 0 x 3 | 0 x 3 | Brasil Telecom | 21-25, 18-25, 22-25               |
| Terceira rodada       |                |       |       |                |                                   |
| HORA                  | JOGO           | JOGO  | JOGO  | JOGO           | PARCIAIS                          |
| 11/02 (Segunda-feira) |                |       |       |                |                                   |
| 19h30                 | São Caetano    | 0 x 3 | 0 x 3 | Osasco         | 16-25, 18-25, 17-25               |
| 12/02 (Terça-feira)   |                |       |       |                |                                   |
| 19h                   | Rexona         | 3 x 1 | 3 x 1 | Minas          | 25-15, 18-25, 25-20, 25-16        |
| 20h                   | Banespa        | 3 x 1 | 3 x 1 | Mackenzie      | 25-21, 14-25, 25-22, 25-12        |
| 20h30                 | Vôlei Futuro   | 1 x 3 | 1 x 3 | Pinheiros      | 29-31, 20-25, 32-30, 21-25        |
| Quarta rodada         |                |       |       |                |                                   |
| HORA                  | JOGO           | JOGO  | JOGO  | JOGO           | PARCIAIS                          |
| 13/02 (Quarta-feira)  |                |       |       |                |                                   |
| 19h30                 | Brasil Telecom | 3 x 0 | 3 x 0 | Sport          | 25-15, 25-19, 25-12               |
| 14/02 (Quinta-feira)  |                |       |       |                |                                   |
| 19h                   | Rexona         | 3 x 0 | 3 x 0 | Mackenzie      | 25-19, 25-17, 25-16               |
| 19h30                 | São Caetano    | 1 x 3 | 1 x 3 | Pinheiros      | 17-25, 14-25, 25-21, 22-25        |
| 20h                   | Banespa        | 1 x 3 | 1 x 3 | Minas          | 33-31, 19-25, 21-25, 21-25        |
| 20h30                 | Vôlei Futuro   | 0 x 3 | 0 x 3 | Osasco         | 21-25, 16-25, 23-25               |
| Quinta rodada         |                |       |       |                |                                   |
| HORA                  | JOGO           | JOGO  | JOGO  | JOGO           | PARCIAIS                          |
| 16/02 (Sábado)        |                |       |       |                |                                   |
| 11h                   | Minas          | 2 x 3 | 2 x 3 | Brasil Telecom | 25-15, 17-25, 26-24, 23-25, 6-15  |
| 17h                   | Osasco         | 3 x 0 | 3 x 0 | Banespa        | 27-25, 25-14, 25-21               |
| 17/02 (Domingo)       |                |       |       |                |                                   |
| 10h                   | Sport          | 2 x 3 | 2 x 3 | Vôlei Futuro   | 21-25, 25-22, 18-25, 25-23, 10-15 |
| 10h30                 | Pinheiros      | 1 x 3 | 1 x 3 | Rexona         | 25-20, 14-25, 21-25, 15-25        |
| Sexta rodada          |                |       |       |                |                                   |
| HORA                  | JOGO           | JOGO  | JOGO  | JOGO           | PARCIAIS                          |
| 19/02 (Terça-feira)   |                |       |       |                |                                   |
| 19h                   | Osasco         | 1 x 3 | 1 x 3 | Rexona         | 17-25, 25-23, 20-25, 18-25        |
| 19h30                 | Sport          | 0 x 3 | 0 x 3 | São Caetano    | 12-25, 20-25, 16-25               |
| 19h30                 | Mackenzie      | 0 x 3 | 0 x 3 | Brasil Telecom | 11-25, 19-25, 19-25               |
| 20/02 (Quarta-feira)  |                |       |       |                |                                   |
| 20h                   | Banespa        | 0 x 3 | 0 x 3 | Pinheiros      | 27-29, 19-25, 12-25               |

Grupo A
| Pos | Equipe         | Pts | J | V | D | SP | SC | SA    | PP  | PC  | PA    |
| --- | -------------- | --- | - | - | - | -- | -- | ----- | --- | --- | ----- |
| 1   | Rio de Janeiro | 10  | 5 | 5 | 0 | 15 | 3  | 5,000 | 436 | 329 | 1,325 |
| 2   | Brasil Telecom | 9   | 5 | 4 | 1 | 13 | 5  | 2,600 | 405 | 351 | 1,154 |
| 3   | São Caetano    | 8   | 5 | 3 | 2 | 10 | 7  | 1,429 | 376 | 365 | 1,030 |
| 4   | Banespa        | 7   | 5 | 2 | 3 | 7  | 11 | 0,636 | 397 | 426 | 0,932 |
| 5   | Vôlei Futuro   | 7   | 5 | 2 | 3 | 7  | 13 | 0,538 | 447 | 469 | 0,953 |

PTS - pontos, J - jogos, V - vitórias, D - derrotas, SP - sets pró, SC - sets contra, SA - sets average, PP - pontos pró, PC - pontos contra, PA - pontos average
Grupo B
| Pos | Equipe    | Pts | J | V | D | SP | SC | SA    | PP  | PC  | PA    |
| --- | --------- | --- | - | - | - | -- | -- | ----- | --- | --- | ----- |
| 1   | Osasco    | 9   | 5 | 4 | 1 | 13 | 4  | 3,250 | 405 | 345 | 1,174 |
| 2   | Pinheiros | 8   | 5 | 3 | 2 | 10 | 8  | 1,250 | 422 | 408 | 1,034 |
| 3   | Minas     | 7   | 5 | 2 | 3 | 9  | 10 | 0,900 | 413 | 432 | 0,956 |
| 4   | Mackenzie | 5   | 5 | 0 | 5 | 4  | 15 | 0,267 | 377 | 445 | 0,847 |
| 5   | Sport     | 5   | 5 | 0 | 5 | 3  | 15 | 0,200 | 323 | 431 | 0,749 |

PTS - pontos, J - jogos, V - vitórias, D - derrotas, SP - sets pró, SC - sets contra, SA - sets average, PP - pontos pró, PC - pontos contra, PA - pontos average
Final
| Data     | Ginásio     | Cidade         | Jogo           | Jogo | Jogo   | Parciais | Parciais | Parciais | Parciais | Parciais |
| Data     | Ginásio     | Cidade         | Jogo           | Jogo | Jogo   | 1        | 2        | 3        | 4        | 5        |
| -------- | ----------- | -------------- | -------------- | ---- | ------ | -------- | -------- | -------- | -------- | -------- |
| 24/02/08 | Tijuca T.C. | Rio de Janeiro | Rio de Janeiro | 1-3  | Osasco | 19-25    | 26-28    | 25-14    | 24-26    | -        |

### 4º Torneio
| Primeira rodada      |                |       |       |                |                             |
| HORA                 | JOGO           | JOGO  | JOGO  | JOGO           | PARCIAIS                    |
| 27/02 (Quarta-feira) |                |       |       |                |                             |
| 18h30                | Brasil Telecom | 3 x 0 | 3 x 0 | Banespa        | 25-23, 25-21, 25-23         |
| 28/02 (Quinta-feira) |                |       |       |                |                             |
| 19h30                | Pinheiros      | 3 x 0 | 3 x 0 | Sport          | 25-16, 25-19, 26-24         |
| 19h30                | Mackenzie      | 0 x 3 | 0 x 3 | Minas          | 16-25, 19-25, 17-25         |
| 29/02 (Sexta-feira)  |                |       |       |                |                             |
| 21h                  | Vôlei Futuro   | 0 x 3 | 0 x 3 | Rexona         | 12-25, 16-25, 10-25         |
| Segunda rodada       |                |       |       |                |                             |
| HORA                 | JOGO           | JOGO  | JOGO  | JOGO           | PARCIAIS                    |
| 01/03 (Sábado)       |                |       |       |                |                             |
| 17h                  | Osasco         | 3 x 0 | 3 x 0 | Sport          | 25-21, 25-23, 25-9          |
| 02/03 (Domingo)      |                |       |       |                |                             |
| 12h30                | Vôlei Futuro   | 0 x 3 | 0 x 3 | São Caetano    | 25-21, 25-17, 25-22         |
| Terceira rodada      |                |       |       |                |                             |
| HORA                 | JOGO           | JOGO  | JOGO  | JOGO           | PARCIAIS                    |
| 06/03 (Quinta-feira) |                |       |       |                |                             |
| 19h30                | Sport          | 0 x 3 | 0 x 3 | Mackenzie      | 18-25, 20-25, 14-25         |
| 20h                  | Banespa        | 1 x 3 | 1 x 3 | Rexona         | 27-25, 15-25, 16-25, 23-25  |
| Quarta rodada        |                |       |       |                |                             |
| HORA                 | JOGO           | JOGO  | JOGO  | JOGO           | PARCIAIS                    |
| 07/03 (Sexta-feira)  |                |       |       |                |                             |
| 19h                  | Osasco         | 3 x 0 | 3 x 0 | Pinheiros      | 25-20, 25-16, 25-21         |
| 08/03 (Sábado)       |                |       |       |                |                             |
| 16h                  | Sport          | 1 x 3 | 1 x 3 | Minas          | 22-25, 25-20, 25-23 e 25-21 |
| 19h30                | Brasil Telecom | 3 x 1 | 3 x 1 | Vôlei Futuro   | 25-27, 25-23, 25-15, 25-20  |
| 09/03 (Domingo)      |                |       |       |                |                             |
| 11h30                | Rexona         | 3 x 1 | 3 x 1 | São Caetano    | 25-12, 21-25, 25-17, 26-24  |
| Quinta rodada        |                |       |       |                |                             |
| HORA                 | JOGO           | JOGO  | JOGO  | JOGO           | PARCIAIS                    |
| 11/03 (Terça-feira)  |                |       |       |                |                             |
| 20h                  | São Caetano    | 3 x 1 | 3 x 1 | Brasil Telecom | 25-20, 27-29, 25-15, 25-17  |
| 13/03 (Quinta-feira) |                |       |       |                |                             |
| 19h30                | Mackenzie      | 0 x 3 | 0 x 3 | Osasco         | 19-25, 18-25, 16-25         |
| 19h30                | Minas          | 3 x 0 | 3 x 0 | Pinheiros      | 25-20, 25-16, 25-19         |
| 20h                  | Banespa        | 3 x 1 | 3 x 1 | Vôlei Futuro   | 25-17, 26-28, 25-21, 25-19  |
| Sexta rodada         |                |       |       |                |                             |
| HORA                 | JOGO           | JOGO  | JOGO  | JOGO           | PARCIAIS                    |
| 15/03 (Sábado)       |                |       |       |                |                             |
| 15h15                | Minas          | 0 x 3 | 0 x 3 | Osasco         | 20-25, 22-25, 17-25         |
| 16h                  | Mackenzie      | 0 x 3 | 0 x 3 | Pinheiros      | 21-25, 19-25, 14-25         |
| 17h                  | São Caetano    | 3 x 1 | 3 x 1 | Banespa        | 23-25, 25-15, 25-16, 26-24  |
| 19h30                | Brasil Telecom | 0 x 3 | 0 x 3 | Rexona         | 15-25, 18-25, 16-25         |

Grupo A
| Pos | Equipe         | Pts | J | V | D | SP | SC | SA    | PP  | PC  | PA    |
| --- | -------------- | --- | - | - | - | -- | -- | ----- | --- | --- | ----- |
| 1   | Rio de Janeiro | 8   | 4 | 4 | 0 | 12 | 2  | 6,000 | 347 | 246 | 1,411 |
| 2   | São Caetano    | 7   | 4 | 3 | 1 | 10 | 5  | 2,000 | 354 | 318 | 1,113 |
| 3   | Brasil Telecom | 6   | 4 | 2 | 2 | 7  | 7  | 1,000 | 305 | 329 | 0,927 |
| 4   | Banespa        | 5   | 4 | 1 | 3 | 5  | 10 | 0,500 | 329 | 359 | 0,916 |
| 5   | Vôlei Futuro   | 4   | 4 | 0 | 4 | 2  | 12 | 0,167 | 268 | 351 | 0,764 |

PTS - pontos, J - jogos, V - vitórias, D - derrotas, SP - sets pró, SC - sets contra, SA - sets average, PP - pontos pró, PC - pontos contra, PA - pontos average
Grupo B
| Pos | Equipe    | Pts | J | V | D | SP | SC | SA    | PP  | PC  | PA    |
| --- | --------- | --- | - | - | - | -- | -- | ----- | --- | --- | ----- |
| 1   | Osasco    | 8   | 4 | 4 | 0 | 12 | 0  | MAX   | 300 | 222 | 1,351 |
| 2   | Minas     | 7   | 4 | 3 | 1 | 9  | 4  | 2,250 | 306 | 271 | 1,129 |
| 3   | Pinheiros | 6   | 4 | 2 | 2 | 8  | 6  | 1,333 | 263 | 263 | 1,000 |
| 4   | Mackenzie | 5   | 4 | 1 | 3 | 3  | 9  | 0,333 | 234 | 277 | 0,845 |
| 5   | Sport     | 4   | 4 | 0 | 4 | 1  | 12 | 0,083 | 253 | 323 | 0,783 |

PTS - pontos, J - jogos, V - vitórias, D - derrotas, SP - sets pró, SC - sets contra, SA - sets average, PP - pontos pró, PC - pontos contra, PA - pontos average
Final
| Data     | Ginásio        | Cidade | Jogo   | Jogo | Jogo           | Parciais | Parciais | Parciais | Parciais | Parciais |
| Data     | Ginásio        | Cidade | Jogo   | Jogo | Jogo           | 1        | 2        | 3        | 4        | 5        |
| -------- | -------------- | ------ | ------ | ---- | -------------- | -------- | -------- | -------- | -------- | -------- |
| 22/03/08 | José Liberatti | Osasco | Osasco | 0-3  | Rio de Janeiro | 23-25    | 19-25    | 23-25    | -        | -        |

### Classificação Geral
| Cor da tabela                           |
| Classificados às Quartas de Final       |
| Não disputará o torneio no ano seguinte |

| Pos | Equipe         | Pts | J  | V  | D  | SP | SC | SA    | PP   | PC   | PA    |
| --- | -------------- | --- | -- | -- | -- | -- | -- | ----- | ---- | ---- | ----- |
| 1   | Rio de Janeiro | 40  | 21 | 19 | 2  | 60 | 17 | 3,529 | 1859 | 1474 | 1,261 |
| 2   | Osasco         | 40  | 22 | 18 | 4  | 57 | 21 | 2,714 | 1827 | 1534 | 1,191 |
| 3   | Brasil Telecom | 32  | 19 | 13 | 6  | 46 | 23 | 2,000 | 1544 | 1440 | 1,072 |
| 4   | São Caetano    | 30  | 18 | 12 | 6  | 39 | 28 | 1,393 | 1473 | 1434 | 1,027 |
| 5   | Pinheiros      | 27  | 18 | 9  | 9  | 33 | 31 | 1,065 | 1465 | 1418 | 1,033 |
| 6   | Minas          | 27  | 18 | 9  | 9  | 33 | 31 | 1,065 | 1427 | 1416 | 1,008 |
| 7   | Banespa        | 23  | 18 | 5  | 13 | 24 | 42 | 0,571 | 1423 | 1531 | 0,929 |
| 8   | Vôlei Futuro   | 23  | 18 | 5  | 13 | 22 | 43 | 0,512 | 1385 | 1514 | 0,915 |
| 9   | Mackenzie      | 21  | 18 | 3  | 15 | 14 | 49 | 0,286 | 1195 | 1478 | 0,809 |
| 10  | Sport          | 19  | 18 | 1  | 17 | 10 | 53 | 0,189 | 1161 | 1520 | 0,764 |

PTS - pontos, J - jogos, V - vitórias, D - derrotas, SP - sets pró, SC - sets contra, SA - sets average, PP - pontos pró, PC - pontos contra, PA - pontos average
 Campeão de um torneio 

 Vice Campeão de um torneio

## Playoffs

### Quartas de Final
1ª Rodada
| Data     | Ginásio        | Cidade             | Jogo           | Jogo | Jogo           | Parciais | Parciais | Parciais | Parciais | Parciais |
| Data     | Ginásio        | Cidade             | Jogo           | Jogo | Jogo           | 1        | 2        | 3        | 4        | 5        |
| -------- | -------------- | ------------------ | -------------- | ---- | -------------- | -------- | -------- | -------- | -------- | -------- |
| 26/03/08 | Plácido Rocha  | Araçatuba          | Vôlei Futuro   | 0-3  | Rio de Janeiro | 13-25    | 20-25    | 18-25    | -        | -        |
| 26/03/08 | José Liberatti | Osasco             | Osasco         | 3-1  | Banespa        | 21-25    | 25-16    | 25-9     | 26-24    | -        |
| 26/03/08 | Arena Multiuso | Brusque            | Brasil Telecom | 3-0  | Minas          | 25-16    | 25-19    | 25-23    | -        | -        |
| 26/03/08 | Lauro Gomes    | São Caetano do Sul | São Caetano    | 3-1  | Pinheiros      | 19-25    | 25-20    | 27-25    | 25-12    | -        |

2ª Rodada
| Data     | Ginásio            | Cidade         | Jogo           | Jogo | Jogo           | Parciais | Parciais | Parciais | Parciais | Parciais |
| Data     | Ginásio            | Cidade         | Jogo           | Jogo | Jogo           | 1        | 2        | 3        | 4        | 5        |
| -------- | ------------------ | -------------- | -------------- | ---- | -------------- | -------- | -------- | -------- | -------- | -------- |
| 28/03/08 | Tijuca T.C.        | Rio de Janeiro | Rio de Janeiro | 3-0  | Vôlei Futuro   | 25-16    | 25-19    | 25-18    | -        | -        |
| 29/03/08 | José Liberatti     | Osasco         | Banespa        | 1-3  | Osasco         | 14-25    | 25-20    | 20-25    | 16-25    | -        |
| 29/03/08 | Arena Telemig      | Belo Horizonte | Minas          | 2-3  | Brasil Telecom | 25-21    | 25-22    | 22-25    | 22-25    | 12-15    |
| 29/03/08 | Henrique Villaboim | São Paulo      | Pinheiros      | 3-0  | São Caetano    | 25-21    | 25-15    | 28-26    | -        | -        |

-Rio de Janeiro, Osasco e Brusque passaram de fase
3ª Rodada
| Data     | Ginásio     | Cidade             | Jogo        | Jogo | Jogo      | Parciais | Parciais | Parciais | Parciais | Parciais |
| Data     | Ginásio     | Cidade             | Jogo        | Jogo | Jogo      | 1        | 2        | 3        | 4        | 5        |
| -------- | ----------- | ------------------ | ----------- | ---- | --------- | -------- | -------- | -------- | -------- | -------- |
| 02/04/08 | Lauro Gomes | São Caetano do Sul | São Caetano | 2-3  | Pinheiros | 16-25    | 25-23    | 25-23    | 21-25    | 12-15    |

-Pinheiros passou de fase

### Semi Finais
1ª Rodada
| Data     | Ginásio            | Cidade    | Jogo           | Jogo | Jogo           | Parciais | Parciais | Parciais | Parciais | Parciais |
| Data     | Ginásio            | Cidade    | Jogo           | Jogo | Jogo           | 1        | 2        | 3        | 4        | 5        |
| -------- | ------------------ | --------- | -------------- | ---- | -------------- | -------- | -------- | -------- | -------- | -------- |
| 05/04/08 | Henrique Villaboim | São Paulo | Pinheiros      | 1-3  | Rio de Janeiro | 12-25    | 17-25    | 25-21    | 20-25    | -        |
| 06/04/08 | Arena Multiuso     | Brusque   | Brasil Telecom | 2-3  | Osasco         | 25-23    | 16-25    | 10-25    | 25-21    | 11-15    |

2ª Rodada
| Data     | Ginásio      | Cidade         | Jogo           | Jogo | Jogo           | Parciais | Parciais | Parciais | Parciais | Parciais |
| Data     | Ginásio      | Cidade         | Jogo           | Jogo | Jogo           | 1        | 2        | 3        | 4        | 5        |
| -------- | ------------ | -------------- | -------------- | ---- | -------------- | -------- | -------- | -------- | -------- | -------- |
| 11/04/08 | Tijuca T.C.  | Rio de Janeiro | Rio de Janeiro | 3-0  | Pinheiros      | 25-21    | 25-21    | 25-18    | -        | -        |
| 12/04/08 | José Correia | Barueri        | Osasco         | 3-2  | Brasil Telecom | 19-25    | 18-25    | 25-19    | 25-22    | 15-12    |

-Rio de Janeiro e Osasco passaram de fase

### Terceiro Lugar
| Data     | Ginásio        | Cidade  | Jogo           | Jogo | Jogo      | Parciais | Parciais | Parciais | Parciais | Parciais |
| Data     | Ginásio        | Cidade  | Jogo           | Jogo | Jogo      | 1        | 2        | 3        | 4        | 5        |
| -------- | -------------- | ------- | -------------- | ---- | --------- | -------- | -------- | -------- | -------- | -------- |
| 17/04/08 | Arena Multiuso | Brusque | Brasil Telecom | 1-3  | Pinheiros | 25-16    | 24-26    | 18-25    | 19-25    | -        |

-Pinheiros terceiro colocado da Superliga Feminina

### Final
| Data     | Ginásio       | Cidade         | Jogo           | Jogo | Jogo   | Parciais | Parciais | Parciais | Parciais | Parciais |
| Data     | Ginásio       | Cidade         | Jogo           | Jogo | Jogo   | 1        | 2        | 3        | 4        | 5        |
| -------- | ------------- | -------------- | -------------- | ---- | ------ | -------- | -------- | -------- | -------- | -------- |
| 19/04/08 | Maracanãzinho | Rio de Janeiro | Rio de Janeiro | 3-1  | Osasco | 21-25    | 25-20    | 25-14    | 25-20    | -        |

-Rio de Janeiro campeão da Superliga Feminina

## Campeão
| Superliga Brasileira Feminina 2007-08 |
| ------------------------------------- |
| Rio de Janeiro 3º Título              |